# Tiroteo en el parlamento canadiense de 2014
El Tiroteo en el parlamento canadiense de 2014 fue un ataque llevado a cabo por un joven canadiense de 32 años llamado Michael Zehaf-Bibeau, drogadicto y simpatizante de la ideología islámica quien atacó y mató a un soldado que costodiaba el National Memorial War el 22 de octubre de 2014 cerca del Parlamento canadiense en Ottawa. El militar fallecido era Nathan Cirillo, de 24 años. A continuación entró en el Parlamento, que estaba en sesión y con el gobierno reunido en un interior, y fue abatido por el jefe de seguridad del Parlamento.

## Hecho
El 22 de octubre de 2014 un joven canadiense de 32 años aferrado a la ideología islamista atacó y mató a un soldado canadiense que custodiaba el Memorial War en Ottawa cerca del Parlamento Canadiense. Inmediatamente el centro de la ciudad fue sellado por la policía y tomado por fuerzas de seguridad fuertemente armadas que hasta entrada la noche investigaban si el agresor actuó solo o si contó con la ayuda de cómplices aún no localizados. 
El atacante fue abatido en el interior del Parlamento de Canadá, según informó la policía, que acabó estrechando sus pesquisas a dos incidentes, el del Parlamento y el del monumento, después de descartar un tercero en un centro comercial. Tres personas que ingresaron en el hospital de la ciudad con heridas leves recibían el alta en horas de la tarde.
El primer ministro, Stephen Harper, que estaba en el Parlamento en el momento del ataque y tuvo que ser evacuado, compareció más de diez horas más tarde ante la nación para asegurar que Canadá no se dejará “intimidar” y que acciones “terroristas” como ésta no hacen más que “redoblar” la resolución del país de “combatir las organizaciones terroristas” que intentan llevar hasta sus fronteras el salvajismo con que actúan en otros lugares del mundo.

## Otro hecho relacionado con el yihadismo
Posteriormente Otro joven de 25 años descrito por la policía como alguien “claramente vinculado con una ideología terrorista” e investigado por sus lazos con el yihadismo, mataba a un soldado y dejaba a otro herido tras atropellarles deliberadamente con su coche en un pueblo de Quebec. El incidente de Quebec coincidía con la partida de seis aviones de combate canadienses para Kuwait para participar en los bombardeos que la coalición internacional está efectuando contra el autonombrado Estado Islámico en Irak.